# تابستانی که زیبا شدم (مجموعه تلویزیونی)
تابستانی که زیبا شدم (به انگلیسی: The Summer I Turned Pretty) مجموعه تلویزیونی آمریکایی در ژانر درام عاشقانه می‌باشد. این مجموعه در سال ۲۰۲۲ توسط جنی هان تولید شد و در تاریخ ۱۷ ژوئن ۲۰۲۲ توسط آمازون پرایم ویدیو پخش شد.

## بازیگران
| نام بازیگر     | نقش            |
| -------------- | -------------- |
| لولا تانگ      | ایزابل کانکلین |
| کریستوفر برینی | کنراد          |
| گوین کاسلیگنو  | جرمیا          |
| دیوید یاکونو   | کِم             |
| ریچل بلانچارد  | سوسنا          |
| جکی چون        | لورول          |
| منی میلز       | شیلا           |